# 聖卡坦奴體育會
聖卡坦奴體育會（Associação Desportiva São Caetano），是一間位於南聖卡坦奴的巴西球會，該處也位於聖保羅市區內。球會也被稱為Azulão (Big Blue，大藍軍)，是因為其衣的顏色，贊助商為Consul，是巴西著名電器製造商。
球會在1989年成立，是乙級和丙級州聯賽3次的冠軍，而2000年前球會的歷史，外人所知甚少。
球會最大的同市宿敵為EC Santo André。
在2000年，巴西冠軍球會由異常的方法決定，根據先前的規例，球會於甲組、乙組和丙組角逐，而聖卡坦奴則於乙組角逐。分別就是當所有組別賽事完成後，會有一個小型的比賽(一隊來自丙組，三隊來自乙組，12隊來自甲組)決定誰是巴西冠軍。t
聖卡坦奴在乙組排第二，所以能在這個小型賽事中亮相。然後聖卡坦奴令人驚訝地擊敗富明尼斯、彭美拉斯、甘美奧而進入決賽對華斯高。第一場賽事和局收場，但重播影片是發現球迷攻陷了球場，令球賽腰斬。雖然有很多要求指冠軍應屬聖卡坦奴，華斯高運用影響力迫使對方進行第三場比賽。最後華斯高勝出和成為2000年冠軍，不過聖卡坦奴已經因此成名了。
不少人指聖卡坦奴只是幸運，很快就會打回原形，就像以往其他球會一樣。但在2001年，球會再一次打入巴西足球甲組聯賽決賽，這次他們輸給帕拉尼恩斯，但他們已連續兩年成為巴西亞軍了。
在2002年，聖卡坦奴打入了南美自由杯決賽，這次他們在互射十二碼輸給巴拉圭球會奧倫匹亞(Olimpia)，再一次成為亞軍。
聖卡坦奴已經獲得不少人的尊重，但始終還差一個錦標。終於在2004年，他們奪得州聯賽冠軍，替球會取得首項錦標。
在2004年10月27日，聖卡坦奴守衛沙真奴(Paulo Sérgio de Oliveira Silva)在對聖保羅的賽事中，突然心臟病發死亡。

## 榮譽
- 州聯賽冠軍: 2004
- 乙級州聯賽冠軍: 2000
- 南美自由杯 亞軍: 2002
- 巴西足球甲級聯賽 亞軍: 2000和2001

## 著名球員
- Adhemar
- Brandão
- Serginho Chulapa
- Magrão
- Euller
- Sílvio Luís
- César
- Dininho
- Gilberto
- Mineiro
- 安东尼奥·弗拉维奥

## 球場
聖卡坦奴的主場位於安拿克托甘柏尼拿，於1955年建成，能容納22,738人。

## 外部連結
- 官方網站